# Helmut Boseck
Helmut Boseck (* 14. Oktober 1931 in Haida, Tschechoslowakei; † 20. Februar 2012 in Berlin) war ein deutscher Mathematiker.
Sein Forschungsgebiet war Algebra, insbesondere Topologie und Lie-Theorie.

## Leben und Werk
Nach Übersiedlung der Familie 1936 nach Berlin legte Boseck 1949 die Reifeprüfung an der Eosander-Oberschule Berlin-Pankow ab. Im selben Jahr begann er an der Humboldt-Universität zu Berlin Meteorologie zu studieren und hörte dabei auch Vorlesungen von Hans Ertel, Heinrich Grell, Friedrich Neiß und Rudolf Ritschl. Nach dem zweiten Semester wechselte Boseck zur Fachschaft Mathematik und studierte bei Hermann Ludwig Schmid, H. Grell, Hans Reichardt, Kurt Schröder und Friedrich Möglich. Nach der Diplomarbeit (Zur Theorie der Automorphismen algebraischer Funktionenkörper) 1953 erhielt er eine Festanstellung als Assistent am I. Mathematischen Institut und war neben der Forschung vor allem mit Seminaren zu den Vorlesungen von Grell und Reichardt beauftragt, ab 1956 hielt er auch selbst Vorlesungen in Algebra.
Nach Abschluss der Dissertation (Zur Theorie der Weierstraßpunkte) bei H. Reichardt 1959 ging Boseck für ein ganzes Jahr nach Moskau, forschte danach weiter an der Humboldt-Universität bis zum Abschluss seiner Habilitationsschrift (Darstellung von Matrixgruppen über topologischen Körpern) im Jahre 1963, deren Thema Israel M. Gelfand angeregt hatte. Im selben Jahr wurde Boseck Dozent am Mathematik-Institut der Ernst-Moritz-Arndt-Universität Greifswald und 1965 ordentlicher Professor für Algebra und funktionalanalytische Anwendungen. In den Greifswalder Jahren schrieb Boseck mehrere vielgelesene Lehrbücher zur Vektor- und Tensorrechnung, er übersetzte auch Monographien aus dem Russischen. Seine Forschung galt der Topologie, vor allem der Lie-Theorie. Diese Rubrik Mathematik findet Anwendung in der theoretischen Atomphysik.
Nach dem Ende der DDR engagierte sich Boseck bei der Neustrukturierung des Mathematik-Instituts und war von 1990 bis 1996 dessen Direktor. H. Boseck und K. H. Hofmann (Darmstadt) gründeten 1991 das "Seminar Sophus Lie", eine anfänglich nur in Deutschland, heute in ganz Europa stattfindende Konferenz zur Lie-Theorie. Gleich mitbegründet wurde die Zeitschrift Journal of Lie theory (der ursprüngliche Name war auch Seminar Sophus Lie), und Boseck gehörte im ersten Jahrzehnt zu den Herausgebern. H. Boseck wurde 1997 emeritiert.

## Schriften
- Einführung in die Theorie der linearen Vektorräume (= Hochschulbücher für Mathematik, Bd. 60), Dt. Verl. d. Wissenschaften, Berlin, 1965 (5. Auflage 1984)
- Über den Zusammenhang zwischen den Kompaktifizierungen einer topologischen Gruppe und den Kompaktifizierungen ihrer Normalteiler und Faktorgruppen. In: Math. Nachr. Band 39, Nr. 1–3, 1969, S. 12–31, doi:10.1002/mana.19690390103.
- Tensorräume, Reihe Studienbücherei. Dt. Verl. d. Wissenschaften, Berlin 1972
- Grundlagen der Darstellungstheorie. Reihe Studienbücherei. Dt. Verl. d. Wissenschaften, Berlin 1973
- mit Günter Czichowski: Grundfunktionen und verallgemeinerte Funktionen auf topologischen Gruppen I. In: Math. Nachr. Band 58, Nr. 1–6, 1973, S. 215–240, doi:10.1002/mana.19750660132 (Teil II. In: Math. Nachr., 66, Nr. 1, 1975, S. 59–61).
- The 5th HILBERT-Problem. In: Math. Nachr. Band 67, Nr. 1–5, 1975, S. 59–61, doi:10.1002/mana.19750670108.
- mit Günter Czichowski: On the structure of connected locally compact groups. In: Math. Nachr. Band 75, Nr. 1, 1976, S. 247–254, doi:10.1002/mana.19760750118.
- mit G. Czichowski, K.-P. Rudolph: Analysis on topological groups – general Lie theory. With short biographies and photos of the authors. Teubner-Texte zur Mathematik, Band 37. BSB B. G. Teubner Verlagsgesellschaft, Leipzig, 1981.
- Marius Sophus Lie und die nicht kommutative harmonische Analysis. In: Mitt. Math. Ges. DDR. Nr. 4, 1986, S. 35–52.
- Gedanken zur Antrittsvorlesung von S. Lie in Leipzig. In: Wiss. Z. Greifswald. Ernst-Moritz-Arndt-Univ. Math.-Natur. Reihe. Band 38, Nr. 4, 1989, S. 8–9.
- Zur Entwicklung der Lie-Theorie. In: Mitt. Math. Ges. DDR. Nr. 3–4, 1989, S. 3–18.
- Classical Lie Supergroups. In: Math. Nachr. Band 148, Nr. 1, 1990, S. 81–115, doi:10.1002/mana.3211480106.
- Lie Superalgebras and Lie Supergroups. In: Sem. Sophus Lie. Band 1, 1991, S. 109–122.
- On Algebraic and Semialgebraic Groups and Semigroups. In: Sem. Sophus Lie. Band 3, 1993, S. 221–227.